# Carl Wiibroe
Carl Wiibroe (21. juni 1812 i København – 12. marts 1888 i Helsingør) var en dansk brygger, skaber af Wiibroe.
Han opkøbte Chr. Jeppesens hvidtølsbryggeri i Stengade 82, Helsingør i 1840 og omdøbte det til Wiibroes Bryggeri. Carl Wiibroe var en fremskridtets mand, og Wiibroe var det første bryggeri uden for København, der solgte øl på flaske. 
I 1851 begyndte hans forsøg på at fremstille undergæret øl – såkaldt bayersk øl. Problemet hermed var at øllet skulle lagres koldt på fade, og det løste Wiibroe ved at leje nogle af Kronborgs kasematter. 
I 1880'erne udviklede Carl Wiibroe og hans brygmestre i samarbejde med brygger J.C. Jacobsen og dennes medarbejder Emil Christian Hansen metoder til rendyrkning af gærstammer – både til overgæring og undergæring. Dette muliggjorde bl.a. brygningen af en anden øltype – pilsneren og sikrede en ensartet ølproduktion. Hans datter blev gift med S.A. van der Aa Kühle fra Gammel Carlsberg.
Wiibroes bryggeri blev opkøbt af De forenede Bryggerier i 1964.